# Iztacapa
Iztacapa är en ort i Mexiko.   Den ligger i kommunen Xilitla och delstaten San Luis Potosí, i den centrala delen av landet, 220 km norr om huvudstaden Mexico City. Iztacapa ligger 719 meter över havet och antalet invånare är 1 272.
Terrängen runt Iztacapa är varierad. Runt Iztacapa är det tätbefolkat, med 427 invånare per kvadratkilometer. Närmaste större samhälle är Tamazunchale, 19,9 km sydost om Iztacapa. I omgivningarna runt Iztacapa växer huvudsakligen savannskog.